# El sergent de ferro
El sergent de ferro (títol original en anglès: Heartbreak Ridge) és una pel·lícula estatunidenca dirigida per Clint Eastwood, estrenada l'any 1986. Ha estat doblada al català.

## Argument
El sergent Tom Highway, dur veterà de la guerra de Corea i de la guerra del Vietnam, torna als Marines, que ja l'han rebutjat per endavant, per entrenar una unitat de reconeixement, poc habituada al rigor i a l'esforç. Paria i anacronisme vivint, el sergent va provar l'eficàcia del seu mètode en el curs d'un assalt real, la invasió de Granada. Durant aquest assalt, va mostrar a tots els seus detractors que fins i tot els pitjors soldats poden esdevenir els més valents.

## Repartiment
- Clint Eastwood: Sergent Tom «Gunny» Highway
- Mario Van Peebles: Caporal «Stitch» Jones
- Everett McGill: Manant Malcolm A. Powers
- Moses Gunn: Sergent Webster
- Eileen Heckart: Little Mary
- Bo Svenson: Roy Jennings, el propietari del Palace
- Boyd Gaines: Tinent Ring
- Arlen Dean Snyder: Sergent Major Choozoo
- Vincent Irizarry: Fragetti
- Ramón Franco: soldat Aponte
- Marsha Mason: Aggie
- J. C. Quinn: Sergent d'intendència

## Premis i nominacions

### Premis
- BMI Film and TV Awards 1987: BMI Pel·lícula Award per Lennie Niehaus[5]
- NAACP Imatge Awards 1989: millor actor en un segon paper per Mario Van Peebles

### Nominacions
- Oscar al millor so per Les Fresholtz, Rick Alexander, Vern Poore, Bill Nelson

## Context històric
A l'època de Ronald Reagan, la invasió de Granada, intervenció d'una coalició dirigida per l'exèrcit americà sobre l'illa de Granada es va desenvolupar l'octubre de 1983 (Operació Urgent Fury).

El títol en anglès fa referència a la batalla de Crèvecœur (Battle of Heartbreak Ridge), durant la guerra de Corea:
| « | He fet Heartbreak | » |

 replica el sergent Highway al comandant que li demana a quina escola militar ha anat. Aquesta sagnant batalla va viure el compromís del 23è regiment de la 2a divisió de infanteria.
« Company Gunnery Sergeant» (grau de Tom Highway) és un grau de sots-oficial, entre el de Staff Sergeant i els de Master Sergeant o de First Sergeant. Pagat en l'escala E7, el Gunny comanda la secció d'armes pesants (morters, metralladores, armes anticarros) d'una companyia de infanteria. En les unitats blindades o les companyies de desembarcament, el Gunny és sots-oficial adjunt o cap de piló.
Després d'haver-hi visionat la pel·lícula, el Departament de la Defensa refusarà finalment el seu suport, jutjant que el personatge del sergent Tom Highway era una caricaturitza del Marine.

## Box-office
- EUA: 42.724.017 dòlars estatunidencs[9][10]